# Napier (Familienname)
Napier ist ein Familienname englischen, schottischen oder polnischen Ursprungs. Der britische Nachname Napier ist abgeleitet von einem Berufsnamen für jemanden, der Flachsfaser verkauft oder produziert, oder von einem Naperer, also einem Bediensteten in der Küche eines Herrenhauses. Der Name kommt aus dem mittelenglischen, altfranzösischen Napier, Nappier, was sich aus dem altfranzösischen Nappe „Tischwäsche“ ableitet. Das älteste Auftreten des Namens stammt aus dem Jahre 1148 aus dem Winton Domesday, Peter Napier. Der Name könnte aber auch aus dem polnischen Nachnamen Napierala abgeleitet sein.

## Zusammensetzungen
Erweiterungen des Namens Napier sind Napper und Napierala.

## Namensträger

### A
- Alan Napier (1903–1988), britischer Schauspieler
- Alex Napier, britischer Schlagzeuger
- Alexander Napier († um 1473), schottischer Verwalter, Diplomat und Politiker
- Arthur Sampson Napier (1853–1916), britischer Philologe

### B
- Bill Napier (William M. Napier; * 1940), schottischer Astronom und Autor
- Bill Napier (Klarinettist) (James William Asbury; 1926–2003), US-amerikanischer Jazzmusiker
- Buddy Napier (Skelton Le Roy Napier; 1889–1968), US-amerikanischer Baseballspieler

### C
- Charles Napier (Schauspieler) (1936–2011), US-amerikanischer Schauspieler
- Charles James Napier (1782–1853), britischer General
- Charles John Napier (1786–1860), britischer Admiral
- Claude Napier (1869–??), britischer Übersetzer

### D
- Diana Napier (1905–1982), britische Theater- und Filmschauspielerin
- Duncan Napier (1831–1921), britischer Botaniker

### F
- Francis Napier, 10. Lord Napier (1819–1898), schottischer Diplomat und Kolonialadministrator

### G
- George Thomas Napier (1784–1855), britischer Generalleutnant
- Graham Napier (* 1980), englischer Cricketspieler

### H
- Henry Edward Napier (1789–1853), britischer Marineoffizier und Historiker

### I
- Ian Napier (1895–1977), britischer Pilot
- Irene Napier (* 1953), schottischer Maskenbildner

### J
- James Napier (* 1982), neuseeländischer Schauspieler.
- James Napier (* 1984), britischer Songwriter, Musikproduzent und Sänger, siehe Jimmy Napes
- Jessica Napier (* 1979), neuseeländische Schauspielerin
- John Napier (1550–1617), schottischer Mathematiker und Naturgelehrter
- John Napier (Rennfahrer), britischer Automobilrennfahrer
- John Napier (Schauspieler) (1926–2008), US-amerikanischer Schauspieler
- John Napier (Fußballspieler) (* 1946), nordirischer Fußballspieler
- John Napier (Bobfahrer) (* 1986), US-amerikanischer Bobfahrer
- John Light Napier (* 1947), US-amerikanischer Politiker
- John Russell Napier (1917–1987), britischer Zoologe, Paläoanthropologe und Arzt
- Joseph Napier (1804–1882), irischer Politiker

### L
- Lonnie Napier (* 1940), US-amerikanischer Politiker

### M
- Macvey Napier (1776–1847), schottischer Anwalt und Herausgeber
- Marita Napier (1939–2004), südafrikanische Opernsängerin (Sopran)
- Mark Napier (Historiker) (1798–1879), schottischer Historiker
- Mark Napier, ein Pseudonym von John Laffin (1922–2000), australischer Historiker, Journalist und Schriftsteller
- Mark Napier (Eishockeyspieler) (* 1957), kanadischer Eishockeyspieler, -trainer und -funktionär
- Mark Napier (Künstler) (* 1961), US-amerikanischer Künstler
- Marshall Napier (1951–2022), neuseeländischer Schauspieler
- Mick Napier, US-amerikanischer Schauspieler und Regisseur
- Montague Stanley Napier (1870–1931), britischer Unternehmer, Konstrukteur und Automobilpionier

### N
- Nigel Napier, 14. Lord Napier (1930–2012), schottischer Soldat und Höfling
- Nigel Napier-Andrews (* 1942), britisch-kanadischer Fernsehproduzent und Regisseur

### O
- Oliver Napier (1935–2011), nordirischer Politiker

### P
- Phillip Morris Napier, US-amerikanischer Politiker
- Richard Napier (1559–1634), britischer Astrologe
- Priscilla Napier (1908–1998), englische Biografin
- Prudence Hero Napier (1916–1997), britische Primatologin

### R
- Richard Napier (1559–1634), englischer Astrologe und Arzt
- Robert Napier (Richter) († 1615), englischer Richter
- Robert Napier, 1. Baron Napier of Luton Hoo (1560–1637), englischer Kaufmann
- Robert Napier, 2. Baronet (um 1603–1661), britischer Politiker
- Robert Napier, 1. Baronet of Punknoll (1642–1700), britischer Jurist und Politiker
- Robert Napier (Offizier) († 1766), britischer Offizier
- Robert Napier (Ingenieur) (1791–1876), schottischer Schiffbauingenieur
- Robert Napier, 1. Baron Napier of Magdala (1810–1890), britischer Feldmarschall
- Robert Napier (Schauspieler), Schauspieler
- Robina Napier, britische Übersetzerin und Antiquarin
- Russell Napier (1910–1974), australischer Schauspieler

### S
- Shabazz Napier (* 1991), US-amerikanischer Basketballspieler
- Sheena Napier (* 20. Jahrhundert), britische Kostümbildnerin
- Simon Napier (1939–1990), englischer Herausgeber und Musiklabelbetreiber
- Simon Napier-Bell (* 1939), englischer Musiker und Manager
- Sue Napier (1948–2010), tasmanische Politikerin
- Susan Napier (Schriftstellerin) (Susan Napier Potter; * 1954), neuseeländische Schriftstellerin
- Susan J. Napier (Susan Jolliffe Napier; * 1955), US-amerikanische Japanologin

### T
- Thomas Napier (1802–1881), schottischer Philanthrop

### W
- Wilfrid Fox Napier (* 1941), südafrikanischer Geistlicher, Erzbischof von Durban
- William Napier, 9. Lord Napier (1786–1834), britischer Marineoffizier, Politiker und Diplomat
- William Napier (General) (1818–1903), britischer General
- William Napier (Admiral) (1877–1951), britischer Admiral
- William Napier, 13. Lord Napier (1900–1954), schottischer Adliger, Politiker und Militär
- William Napier, Pseudonym von Christopher Hart (* 1965), britischer Schriftsteller
- William Ewart Napier (1881–1952), amerikanischer Schachspieler britischer Herkunft
- William Francis Patrick Napier (1785–1860), britischer Generalleutnant und Militärgeschichtsforscher
- William M. Napier (* 1940), britischer Astronom und Autor, siehe Bill Napier

## Fiktive Personen
- Jack Napier, Bösewicht aus Batman, siehe Joker (Comicfigur)
- Carson Napier, Held der Serie Venus
- Declan Napier, Figur aus Nachbarn (Fernsehserie)
- Rebecca Napier, Figur aus Nachbarn (Fernsehserie)
- Sean Napier, Figur aus Exosquad